# La Malédiction de Lola

La Malédiction de Lola (chinois : 詛咒, hanyu pinyin : zǔ zhòu) est un film sino-hongkongais réalisé par Li Hong sorti en 2005. 
Ce film a fait l'objet d'une projection au Festival international du film de Tokyo en 2005 sous le thème Winds of Asia.

## Synopsis
Une jeune danseuse introvertie (Tian Yuan) fréquente l'éclairagiste (Francis Ng) d'un tout nouveau spectacle de danse intitulé Lola. À la fin de la première représentation, cachée dans un placard, elle est témoin du décès de la danseuse étoile (Sui Junbo). Des auditions sont alors organisées afin de trouver une remplaçante voulant interpréter le premier rôle. Pendant que la police poursuit son enquête et interroge témoins et suspects, des tensions parmi les danseuses de la troupe se manifestent. Un froid apparaît également au sein du jeune couple, ce qui mettra en péril la franchise mutuelle qui unit les deux amants.

## Fiche technique
- Titre : La Malédiction de Lola
- Titre original : 詛咒 (Zu zhou)
- Titre anglais : Curse of Lola
- Réalisation : Li Hong
- Scénario : Xiao Ya et Yang Jiang
- Photographie : Chan Chi Ying
- Montage : Zhang Yifan
- Musique : An Wei
- Production : Gordon Chan
- Genre : horreur
- Pays d'origine : Chine / Hong Kong
- Date de sortie : Hong Kong : 3 novembre 2005
- Durée : 91 minutes

## Distribution
- Tian Yuan : Tian Yuan
- Francis Ng : Zhen Yu
- Sui Junbo : Xiao Mei
- Wu Yufang : Directrice de la troupe
- Xiao Xiao : Xiao Xiao
- Sun Yucai : Capitaine Wu
- Yu Minzhen : Tante Xiao
- Li Dou : Oncle Chen
- Yang Chao : Shen Hao
- Xu Jing : Feng Ying
- Zhao Jintao : Officier Li
- Guo Qiang : Superviseur Li
- Hua Mingwei : Père de Tian
- Zhu Chu : Mère de Tian
- Pu Jiayi : Tian (enfant)